# Leo Housakos
Leonidas Housakos, dit Leo Housakos, né le 10 janvier 1968 à Montréal, est un homme d'État canadien et membre du Sénat du Canada, représentant le Parti conservateur du Canada. Il est président du Sénat du Canada de mai à décembre 2015.

## Biographie
Leo Housakos a étudié à l'Université McGill, obtenant un baccalauréat ès arts en 1992. Il a fondé la Chambre de commerce hellénique en 1993 et s'est joint au Congrès hellénique du Québec, dont il a été vice-président de 1998 à 2000. Il a été conseiller du maire de Montréal de 2001 à 2002.
Dans le monde des affaires, Leo Housakos a été associé à Quadvision International, dont il a été le président, à la firme d'ingénierie BPR dont il a été vice-président du développement des affaires, et à TerrEau inc., filiale de BPR, dont il a été le président.
Il a été candidat de l'Alliance canadienne dans Laval-Ouest aux élections fédérales de 2000. Il a été aussi associé à l'Action démocratique du Québec comme président du comité de financement.
Il a été nommé sénateur par le premier ministre Stephen Harper le 22 décembre 2008.
En octobre 2013, un témoin du monde de la construction déclare à la Commission Charbonneau lui avoir remis en 2008 des contributions collectées de façon illégale en faveur de l'Action démocratique du Québec. Léo Housakos a été impliqué en avril 2011 dans une affaire d'ingérence politique et de jeux de coulisses impliquant le bureau du premier ministre Harper, la Ville de Montréal et des hommes d'affaires du milieu de la construction concernant la nomination du PDG du Port de Montréal  . Leo Housakos a également décidé de rembourser 6,710$ en dépenses considérées comme illégitimes par le Vérificateur Général du Canada .